# 本托费尔南德斯
本托费尔南德斯是巴西北大河州的一个市镇。总面积301.075平方公里，总人口4891人，人口密度16.2人/平方公里。